# Alfoz de Lloredo
Alfoz de Lloredo és un municipi costaner de la comunitat autònoma de Cantàbria.

## Localitats
- La Busta, 96 hab.
- Cigüenza, 87 hab.
- Cóbreces, 625 hab.
- Novales (Capital), 472 hab.
- Oreña, 819 hab., distribuïts en els barris de Viallán (245 hab.), Bárcena (62 hab.), Torriente (50 hab.), San Roque (80 hab.), Perelada (71 hab.), Padruno (31 hab.), Caborredondo (222 hab.) i Carrastrada (56 hab.), més dos habitants disseminats.
- Rudagüera, 351 hab., en tres barris: Fresnedo (84 hab.), Lloredo (159 hab.) i San Pedro(108 hab.)
- Toñanes, 110 hab.

## Demografia
| 1900  | 1910  | 1920  | 1930  | 1940  | 1950  | 1960  | 1970  | 1980  | 1990  | 2000  | 2005  |
| ----- | ----- | ----- | ----- | ----- | ----- | ----- | ----- | ----- | ----- | ----- | ----- |
| 2.544 | 2.855 | 2.900 | 3.149 | 2.990 | 3.182 | 3.146 | 2.949 | 2.919 | 2.836 | 2.614 | 2.600 |

Font: INE

## Economia
El sector primari ha estat durant anys, igual que en moltes altres parts de Cantàbria, el mitjà de vida dels seus habitants. Cal destacar que durant els mesos de tardor i hivern es practica el cultiu d'algues en la zona.

## Administració
Enrique Bretones Palencia (PP) és l'actual alcalde del municipi. En 2006, Félix Iglesias González (PRC) (alcalde electe a les eleccions municipals de 2003) dimití por discrepàncies internes del partit. D'aquesta manera, Luis Alfonso González Llanillo (PSC-PSOE) fou escollit alcalde, i ocupà el càrrec fins a les eleccions municipals de 2007, quan Enrique Bretones Palencia en resultà vencedor. En aquestes taules es mostren els resultats de les eleccions municipals celebrades els anys 2003 i 2007.
| Eleccions municipals, 25 de maig de 2003 |      |        |          |
| Partit                                   | Vots | %      | Regidors |
| PRC                                      | 950  | 49,66% | 7        |
| PP                                       | 438  | 22,90% | 3        |
| PSOE                                     | 137  | 7,16%  | 1        |

| Eleccions municipals, 27 de maig de 2007 |      |        |          |
| Partit                                   | Vots | %      | Regidors |
| PP                                       | 767  | 42,00% | 6        |
| PSOE                                     | 347  | 19,00% | 2        |
| PRC                                      | 321  | 17,58% | 2        |
| VDA                                      | 205  | 11,23% | 1        |